# Tommy Nordström
Tommy Nordström, född 1945 i Simrishamn, är en svensk landskapsarkitekt och golfarkitekt. Han är aktiv i Österlens GK, och har även ritat båda klubbens banor. Andra banor han ritat är Degeberga-Widtsköfle GK, Abbekås GK, Tomelilla GK, Möre GK, Varbergs GK (västra), Mälarö GK Skytteholm och Svalövs GK. Han har även varit med och förbättrat bland annat Kristianstads GK, Bokskogens GK, Flommens GK och Malmö GK med flera.
Nordström föredrar brittisk golfbanearkitektur, som anpassas till den lokala naturen, snarare än den amerikanska som bygger mer på schaktningsarbeten. Han hämtar mycket inspiration från brittiska linksbanor.